# Enrico Magenes
Enrico Magenes (Milan, 15 avril 1923 – Pavie, 2 novembre 2010) est un mathématicien italien.

## Biographie

### Formation et années de guerre
Enrico Magenes est né à Milan en 1923. À 20 ans, la Seconde Guerre mondiale l'oblige à interrompre ses études de mathématiques à l'École normale supérieure de Pise. De retour à Pavie, il devient directeur de l'Action catholique italienne et il est l'un des promoteurs de l'instauration de Démocratie chrétienne. En 1944, il est arrêté  en tant que membre du Comité de libération nationale de Pavie puis déporté au camp de transit de Bolzano-Gries, au camp de concentration de Flossenbürg avec le Trasporto 81 (it) et enfin à Kottern, sous-camp de Dachau. Il est libéré en avril 1945.

### Carrière scientifique
Il reprend immédiatement l'étude des mathématiques à Pise, d'abord sous la direction de Leonida Tonelli (mort en 1946) avec qui il travaille sur le calcul des variations, puis il est diplômé de la Scuola Normale Superiore de Pise en 1947, sous la direction de Giovanni Sansone.
Il devient d'abord assistant à l'Université de Padoue en 1948 puis professeur extraordinaire à l'Université de Modène en 1952. Transféré à l'Université de Gênes en 1955, il arrive finalement à l'Université de Pavie en 1959 où il occupe la chaire des Institutions d'Analyse Supérieure jusqu'en 1996, devenant plus tard professeur émérite. Promoteur et directeur du Centre de calcul de la même université, membre de l'Académie des Lyncéens , président de l'Union mathématique italienne (UMI) de 1973 à 1975, Enrico Magenes fonde en 1970 l'Institut d'analyse numérique du Conseil national de la recherche (maintenant avec le nom d'IMATI ) qu'il dirige pendant plus de 20 ans, l'amenant au sommet des mathématiques appliquées internationales. L'IMATI sera nommé en sa mémoire le 2 novembre 2011. Toujours à Pavie, il devient président du Collège universitaire Santa Caterina da Siena (it), l'un des quatre collèges de mérite du système universitaire de Pavie. Il devient membre de nombreuses académies scientifiques, dont l'Académie des Lyncéens, l'Académie des sciences et des lettres de l'institut lombard, l'Académie européenne des sciences et des arts, la Société Royale des Sciences de Liège et l'Academia Europaea. Une partie de ses collections de livres a été donnée à la Bibliothèque des sciences et techniques (it) de Pavie.

## Travaux
La contribution scientifique d'Enrico Magenes à l'analyse mathématique est d'une grande valeur pour les mathématiques italiennes et au-delà, et a valu à Magenes, en 2003, le prix ICIAM Lagrange , décerné par le Comité des conférences internationales sur les mathématiques industrielles et appliquées nommé par les sociétés SMAI (Société de Mathématiques Appliquées et Industrielles) en France, SEMA (Sociedad Española de Matematica Aplicada) en Espagne et la SIMAI en Italie.
L'ouvrage fondamental en trois volumes Problèmes aux limites non homogènes et applications, écrit en collaboration avec Jacques-Louis Lions et traduit en diverses langues (dont l'anglais, le russe et le chinois), est devenu l'une des principales références de la théorie des équations différentielles. C'est précisément dans ce secteur, grâce à Magenes, que l'école de Pavie a formé des générations de savants, les ouvrant à la collaboration avec certains des protagonistes mathématiques du XXe siècle, comme le déjà mentionné Jacques-Louis Lions, ou Ennio De Giorgi, Guido Stampacchia, Carlo Pucci, Giovanni Prodi (it) et Sergio Campanato (it).

## Hommages
En mémoire du professeur, un an après sa mort, les étudiants, amis et collègues d'Enrico Magenes organisent une conférence internationale à Pavie du 2 au 4 novembre 2011, promue par le Département de Mathématiques de l'Université de Pavie, par IMATI -CNR et le Collegio Santa Caterina da Siena avec le patronage de prestigieuses institutions académiques italiennes. 
Depuis 2015 l'Union mathématique italienne décerne tous les quatre ans le prix international Enrico Magenes.